# Championnat de Tunisie masculin de volley-ball 2003-2004
Navigation
Saison précédente Saison suivante
Le championnat de Tunisie masculin de volley-ball 2003-2004 est la 49e édition à se tenir depuis 1956. Il est disputé par les dix meilleurs clubs en trois phases : une première phase de classement en aller et retour, une deuxième de play-off et play-out en aller et retour avec respectivement six et quatre clubs, une troisième de super play-off entre les trois premiers du play-off et un tournoi de barrages entre les deuxième et troisième du play-out et les deuxième et troisième du play-off de la nationale B. Il est marqué par l'utilisation d'un nouveau pointage : trois points pour une victoire par 3-0 ou 3-1 ; 2 points pour une victoire par 3-2 ; 1 point pour une défaite par 2-3 et 0 point pour une défaite par 1-3 ou 0-3.
Le Club sportif sfaxien réussit à remporter un nouveau championnat de Tunisie grâce à un effectif dirigé par l'Algérien Mourad Sennoun et son adjoint Ghazi Koubâa et composé de Khaled Belaid, Hosni Karamosli, Oussama Mhiri, Mohamed Trabelsi, Mejdi Toumi, Foued Loukil, Ghazi Koubâa, Oussama Smaoui, Atef Soudani, Zied Larguech, Anouar Taouarghi, Ouael Bouaziz et Hassène Gargouri. Pour sa part, le champion sortant, le Club olympique de Kélibia, remporte la coupe de Tunisie. Saydia Sports compte aussi parmi les équipes couronnées avec la Super coupe et la coupe d'Afrique des vainqueurs de coupe.
L'Étoile olympique La Goulette Kram et l'Union sportive de Carthage sont relégués et sont remplacés par l'Étoile sportive de Radès et le Club sportif de Hammam Lif.

## Division nationale A

### Première phase
| Rang | Équipe                            | Points | Matchs | Victoires à 3 pts | Victoires à 2 pts | Défaites à 1 pt | Défaites à 0 pt | Sets pour | Sets contre |
| 1    | Étoile sportive du Sahel          | 49     | 18     | 14                | 3                 | 1               | 0               | 53        | 11          |
| 2    | Club sportif sfaxien              | 44     | 18     | 14                | 1                 | 0               | 3               | 47        | 15          |
| 3    | Club olympique de Kélibia         | 43     | 18     | 13                | 1                 | 2               | 2               | 47        | 21          |
| 4    | Saydia Sports                     | 41     | 18     | 11                | 3                 | 2               | 2               | 48        | 23          |
| 5    | Avenir sportif de La Marsa        | 27     | 18     | 6                 | 3                 | 3               | 6               | 35        | 36          |
| 6    | Tunis Air Club                    | 24     | 18     | 7                 | 1                 | 1               | 9               | 31        | 34          |
| 7    | Espérance sportive de Tunis       | 22     | 18     | 6                 | 1                 | 2               | 9               | 29        | 33          |
| 8    | Étoile olympique La Goulette Kram | 7      | 18     | 2                 | 0                 | 1               | 15              | 13        | 49          |
| 9    | Aigle sportif d'El Haouaria       | 7      | 18     | 1                 | 1                 | 2               | 14              | 13        | 51          |
| 10   | Union sportive de Carthage        | 6      | 18     | 1                 | 1                 | 1               | 15              | 10        | 51          |

### Play-off
| Rang | Équipe                     | Points | Matchs | Victoires à 3 pts | Victoires à 2 pts | Défaites à 1 pt | Défaites à 0 pt | Sets pour | Sets contre |
| 1    | Club sportif sfaxien       | 25     | 10     | 6                 | 3                 | 1               | 0               | 29        | 11          |
| 2    | Étoile sportive du Sahel   | 22     | 10     | 7                 | 0                 | 1               | 2               | 25        | 11          |
| 3    | Saydia Sports              | 19     | 10     | 5                 | 1                 | 2               | 2               | 24        | 16          |
| 4    | Club olympique de Kélibia  | 17     | 10     | 4                 | 2                 | 1               | 3               | 21        | 17          |
| 5    | Tunis Air Club             | 7      | 10     | 2                 | 0                 | 1               | 7               | 10        | 25          |
| 6    | Avenir sportif de La Marsa | 0      | 10     | 0                 | 0                 | 0               | 10              | 1         | 30          |

### Super play-off
- À Sidi Bou Saïd :
- * Saydia Sports - Étoile sportive du Sahel : 1-3
- * Saydia Sports - Club sportif sfaxien : 1-3
- * Étoile sportive du Sahel - Club sportif sfaxien : 3-0
- À Sousse :
- * Étoile sportive du Sahel - Saydia Sports : 3-2
- * Club sportif sfaxien - Saydia Sports : 3-2
- * Étoile sportive du Sahel - Club sportif sfaxien : 0-3
- À Sfax :
- * Étoile sportive du Sahel - Saydia Sports : 3-0
- * Club sportif sfaxien - Saydia Sports : 3-0
- * Club sportif sfaxien - Étoile sportive du Sahel : 3-1

| Rang | Équipe                   | Points | Matchs | Victoires à 3 pts | Victoires à 2 pts | Défaites à 1 pt | Défaites à 0 pt | Sets pour | Sets contre |
| 1    | Club sportif sfaxien     | 14     | 6      | 4                 | 1                 | 0               | 1               | 15        | 7           |
| 2    | Étoile sportive du Sahel | 11     | 6      | 3                 | 1                 | 0               | 2               | 13        | 9           |
| 3    | Saydia Sports            | 2      | 6      | 0                 | 0                 | 2               | 4               | 6         | 15          |

### Play-out
Le premier se maintient, les deuxième et troisième disputent le barrage et le quatrième rétrograde en division nationale B.
| Rang | Équipe                            | Points | Matchs | Victoires à 3 pts | Victoires à 2 pts | Défaites à 1 pt | Défaites à 0 pt | Sets pour | Sets contre |
| 1    | Espérance sportive de Tunis       | 17     | 6      | 3                 | 1                 | 0               | 0               | 18        | 4           |
| 2    | Aigle sportif d'El Haouaria       | 11     | 6      | 2                 | 2                 | 1               | 1               | 15        | 10          |
| 3    | Étoile olympique La Goulette Kram | 5      | 6      | 1                 | 0                 | 2               | 3               | 7         | 15          |
| 4    | Union sportive de Carthage        | 3      | 6      | 0                 | 1                 | 1               | 4               | 6         | 17          |

## Division nationale B

### Première phase
Elle permet de classer les huit équipes en vue de la deuxième phase. Les quatre premiers disputent le play-off et les quatre autres jouent pour l'honneur.
- 1er : Club sportif de Hammam Lif : 32 points
- 2e : Étoile sportive de Radès : 31 points
- 3e : Fatah Hammam El Ghezaz : 29 points
- 4e : Union sportive des transports de Sfax : 29 points
- 5e : Association sportive des PTT Sfax : 29 points
- 6e : Étoile sportive de Dar Allouche : 12 points
- 7e : Mouloudia Sport de Bousalem : 3 points
- 8e : Zitouna Sports : 2 points

### Deuxième phase

#### Play-off
- 1er : Étoile sportive de Radès : 11 points
- 2e : Union sportive des transports de Sfax : 10 points
- 3e : Club sportif de Hammam Lif : 9 points
- 4e : Fatah Hammam El Ghezaz : 6 points

#### Barrages
- 1er : Club sportif de Hammam Lif : 14 points
- 2e : Aigle sportif d'El Haouaria : 13 points
- 3e : Union sportive des transports de Sfax : 6 points
- 4e : Étoile olympique La Goulette Kram : 3 points

À l'issue des barrages, le Club sportif de Hammam Lif monte, l'Aigle sportif d'El Haouaria se maintient en nationale A et l'Étoile olympique La Goulette Kram rétrograde en nationale B.